# József Bozsik
József Bozsik (n. 28 noiembrie 1925, Kispest, Regatul Ungariei, Ungaria – d. 31 mai 1978, Budapesta, Republica Populară Ungară) a fost un fotbalist maghiar. A reprezentat Ungaria la mai multe turnee finale și a făcut parte din echipa supranumită Magicii Maghiari. Este cel mai selecționat fotbalist din istoria naționalei de fotbal a Ungariei având 101 selecții.